# أنتوني روبرسون
أنتوني روبرسون (بالإنجليزية: Anthony Roberson) مواليد 14 فبراير 1983 في ساغيناو، هو لاعب كرة سلة أمريكي بدأ مسيرته الاحترافية في سنة 2005 يلعب مع فريق باريس لوفالوا في الدوري الفرنسي لكرة السلة الدرجة الأولى كلاعب هجوم خلفي ويحمل الرقم 0. يبلغ طوله 6 قدم 2 بوصة (1.9 م).

## فرق لعب لها
- ميمفيس غريزليس
- غولدن ستايت ووريورز
- نيويورك نيكس
- شيكاغو بولز
- ستراسبورغ أي جي
- نيو باسكت برينديزي
- فوجيان سترجيونز

## إحصائيات المسيرة

### الموسم الاعتيادي
| السنة   | الفريق              | لعب | بدأ | دقيقة | ميداني% | ثلاثية | حرة   | ارتداد | صنع | استلاب | تصدي | نقطة |
| ------- | ------------------- | --- | --- | ----- | ------- | ------ | ----- | ------ | --- | ------ | ---- | ---- |
| 2005–06 | ميمفيس غريزليس      | 16  | 0   | 5.5   | .452    | .500   | 1.000 | .4     | .3  | .1     | .0   | 2.2  |
| 2006–07 | غولدن ستايت ووريورز | 20  | 1   | 11.4  | .423    | .382   | .667  | 1.1    | .5  | .6     | .0   | 5.6  |
| 2008–09 | نيويورك نيكس        | 23  | 0   | 11.0  | .379    | .338   | 1.000 | .7     | .8  | .4     | .0   | 4.7  |
| 2008–09 | شيكاغو بولز         | 6   | 0   | 3.8   | .294    | .200   | .000  | 1.2    | .2  | .0     | .0   | 2.0  |
| المسيرة |                     | 65  | 1   | 9.1   | .400    | .356   | .900  | .8     | .5  | .4     | .0   | 4.1  |

### التصفيات
| السنة   | الفريق      | لعب | بدأ | دقيقة | ميداني% | ثلاثية | حرة  | ارتداد | صنع | استلاب | تصدي | نقطة |
| ------- | ----------- | --- | --- | ----- | ------- | ------ | ---- | ------ | --- | ------ | ---- | ---- |
| 2009    | شيكاغو بولز | 1   | 0   | 4.0   | .750    | 1.000  | .000 | 1.0    | .0  | 2.0    | .0   | 8.0  |
| المسيرة |             | 1   | 0   | 4.0   | .750    | 1.000  | .000 | 1.0    | .0  | 2.0    | .0   | 8.0  |

## روابط خارجية
- أنتوني روبرسون على موقع إن بي أي (الإنجليزية)
- أنتوني روبرسون على موقع سبورتس رفرنس (الإنجليزية)
- أنتوني روبرسون على موقع كرة السلة الأوروبية.كوم (الإنجليزية)
- أنتوني روبرسون على موقع كلية كرة السلة في سبورتس رفرنس.كوم (الإنجليزية)
- أنتوني روبرسون على موقع ريلجم (الإنجليزية)
- أنتوني روبرسون على موقع بروبوليرز (الإنجليزية)
- أنتوني روبرسون على موقع سبورتس رفرنس (الإنجليزية)
- أنتوني روبرسون على موقع سبورتس رفرنس (الإنجليزية)